# АЭС Пикеринг
АЭС Пикеринг (англ. Pickering Nuclear Generating Station) — действующая атомная электростанция на юго-востоке Канады. 
АЭС расположена на берегу озера Онтарио близ города Пикеринг в провинции Онтарио в 13 км от Торонто.
Всего на АЭС Пикеринг было построено восемь реакторов. Все они относятся к типу CANDU. На текущий момент мощность АЭС Пикеринг составляет 3 244 МВт. 
В декабре 1997 года на АЭС Пикеринг были остановлены все реакторы первой очереди для проведения модернизации. Однако, в связи с завышенной стоимостью работ в 2005 году модернизацию второго и третьего энергоблока решено было не доводить до конца, а реакторы закрыть. Реактор 4-го блока был вновь запущен в 2003 году, а 1-го блока — в 2005 году.
Седьмой реактор АЭС Пикеринг в 1994 году установил мировой рекорд по длительности работы без остановок. Результат оказался равным 894 дням.

## Инциденты
1 августа 1983 года на втором реакторе станции обнаружили повреждение топливных каналов. В результате пришлось заменять все трубы. А проверку трубопроводов ввели постоянным расписанием.
10 декабря 1994 года случилась самая серьезная авария в истории канадской атомной энергетики. Произошло расплавление топливного элемента. Тем не менее, реактор аварийно был остановлен, и утечки радиации удалось избежать.
14 марта 2011 года свыше 70 кубометров воды из-за неисправности в насосе вытекли в озеро Онтарио.
1 января 2013 года на АЭС Пикеринг произошел пожар в машинном зале. Пострадавших не было.

## Информация об энергоблоках
| Энергоблок | Тип реакторов    | Мощность | Мощность | Начало строительства | Физпуск    | Подключение к сети | Ввод в эксплуатацию | Закрытие   |
| Энергоблок | Тип реакторов    | Чистый   | Брутто   | Начало строительства | Физпуск    | Подключение к сети | Ввод в эксплуатацию | Закрытие   |
| ---------- | ---------------- | -------- | -------- | -------------------- | ---------- | ------------------ | ------------------- | ---------- |
| Пикеринг-1 | PHWR, CANDU 500А | 515 МВт  | 542 МВт  | 01.06.1966           | 25.02.1971 | 04.04.1971         | 29.07.1971          | 30.09.2024 |
| Пикеринг-2 | PHWR, CANDU 500А | 515 МВт  | 542 МВт  | 01.09.1966           | 15.07.1971 | 06.10.1971         | 30.12.1971          | 31.12.1997 |
| Пикеринг-3 | PHWR, CANDU 500А | 515 МВт  | 542 МВт  | 01.12.1967           | 24.04.1972 | 03.05.1972         | 01.06.1972          | 29.12.1997 |
| Пикеринг-4 | PHWR, CANDU 500А | 515 МВт  | 542 МВт  | 01.05.1968           | 16.05.1973 | 21.05.1973         | 17.06.1973          | 31.12.2024 |
| Пикеринг-5 | PHWR, CANDU 500В | 516 МВт  | 540 МВт  | 01.11.1974           | 23.10.1982 | 19.12.1982         | 10.05.1983          | —          |
| Пикеринг-6 | PHWR, CANDU 500В | 516 МВт  | 540 МВт  | 01.10.1975           | 15.10.1983 | 08.11.1983         | 01.02.1984          | —          |
| Пикеринг-7 | PHWR, CANDU 500В | 516 МВт  | 540 МВт  | 01.03.1976           | 22.10.1984 | 17.11.1984         | 01.01.1985          | —          |
| Пикеринг-8 | PHWR, CANDU 500В | 516 МВт  | 540 МВт  | 01.09.1976           | 17.12.1985 | 21.01.1986         | 28.02.1986          | —          |